# Szlak Policki

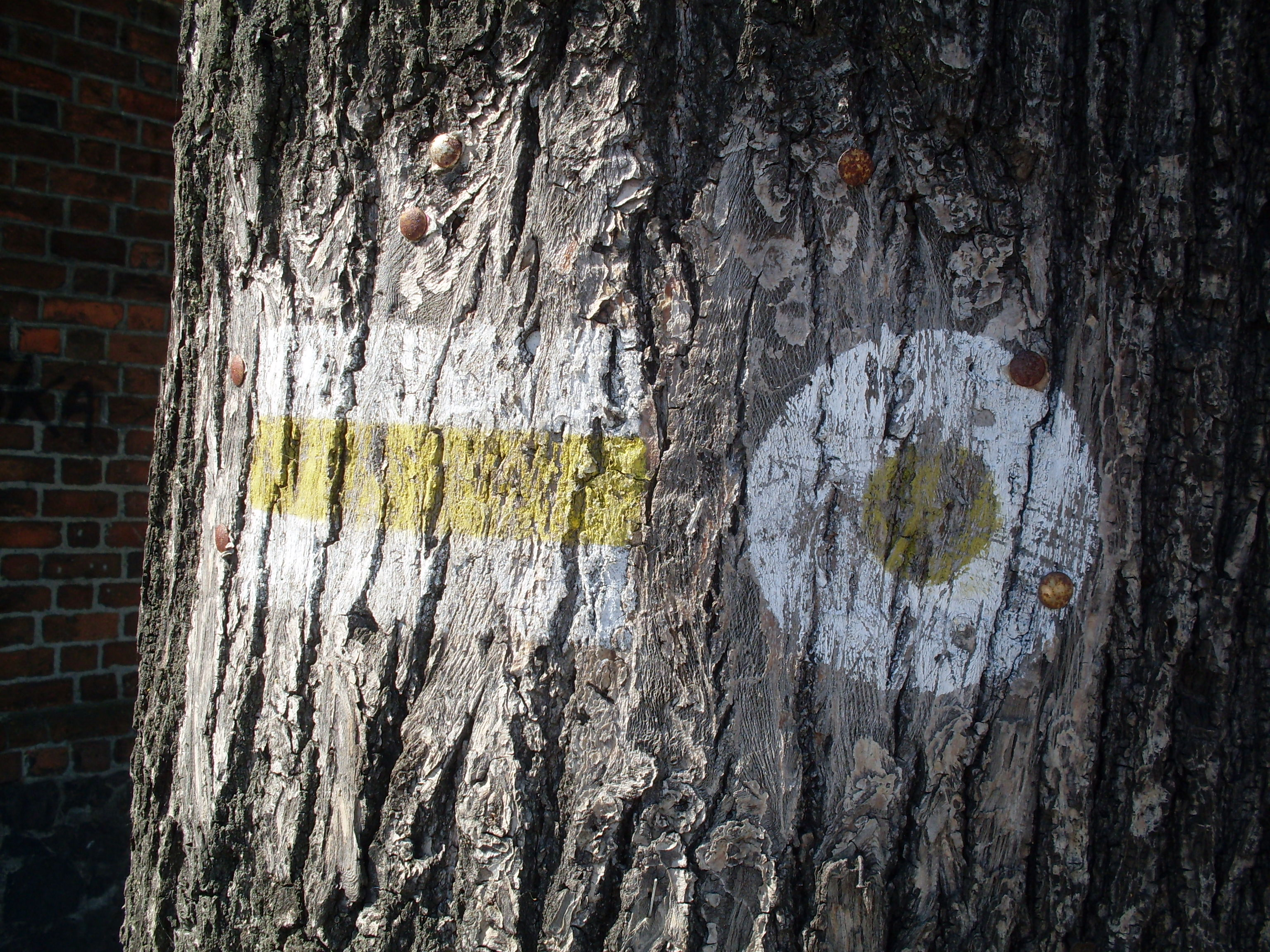
Punkt początkowy Szlaku Polickiego na Rynku Starego Miasta w Policach

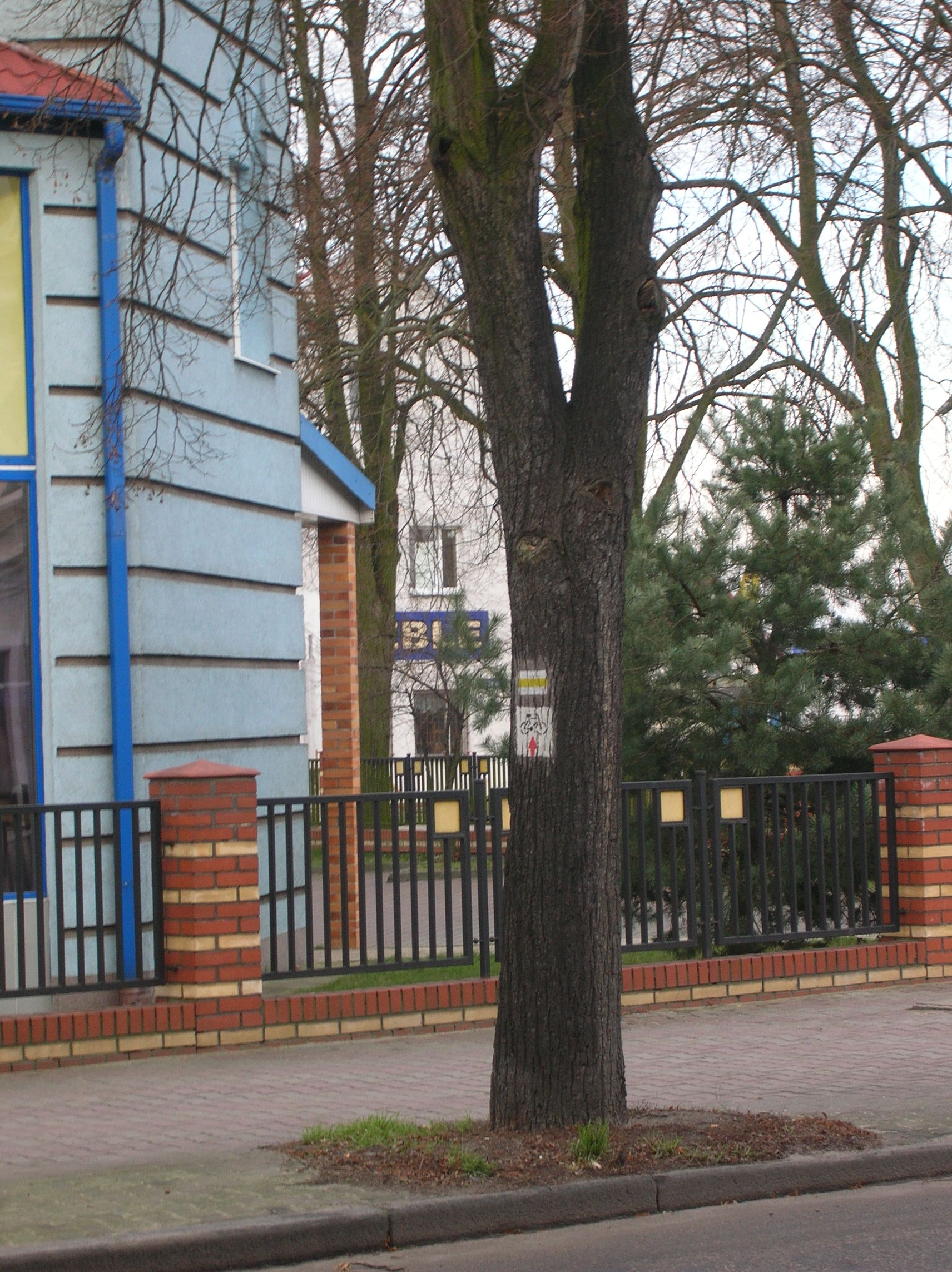
Pieszy Szlak Policki i rowerowy Szlak „Puszcza Wkrzańska” w Starym Mieście w Policach, ul. Grunwaldzka

Szlak Policki - żółty pieszy szlak turystyczny w gminie Police na terenie miasta Police, wsi Trzeszczyn, Stare Leśno i Bartoszewo oraz Puszczy Wkrzańskiej.

## Przebieg
Police (Stare Miasto) - Police (Nowe Miasto) - Trzeszczyn - Stare Leśno - Bartoszewo

## Miejsca i obiekty o znaczeniu krajoznawczym
1. Gotycka kaplica z XV wieku będąca pozostałością po XIII-wiecznym kościele Mariackim w Policach. Kaplica znajduje się na Placu Chrobrego na Rynku Starego Miasta. Obok znajduje się węzeł komunikacyjny - droga wojewódzka nr 114, przystanki autobusowe linii 101, 102, 103, 106, 109, 110, 111 i linii samorządowej z Polic do Trzebieży. Szerszy opis zabytku w artykule „Stare Miasto (Police)”.
2. Dworzec Główny w Policach. Szerszy opis w artykule „Stare Miasto (Police)”.
3. Puszcza Wkrzańska. W tej części puszczy dominuje sosna.
4. Pomnik ofiar faszyzmu 1939 - 1945 na ziemi polickiej. Pomnik odsłonięto w 1967 roku w Trzeszczynie. Obok przy drodze wojewódzkiej nr 114 między Trzeszczynem a Tanowem znajduje się przystanek autobusowy linii 103. Szerszy opis w artykule o Trzeszczynie i artykule „Fabryka benzyny syntetycznej w Policach”.
5. Jezioro Bartoszewo w Bartoszewie. Na wschód od Bartoszewa przy drodze wojewódzkiej nr 115 między Tanowem a Pilchowem znajduje się przystanek autobusowy linii 103[1].